# Episodi di So Weird - Storie incredibili (seconda stagione)
La seconda stagione della serie televisiva So Weird - Storie incredibili è stata trasmessa in anteprima negli Stati Uniti d'America da Disney Channel tra il 27 agosto 1999 e il 19 agosto 2000.
| nº | Titolo originale  | Titolo italiano | Prima TV USA      | Prima TV Italia |
| -- | ----------------- | --------------- | ----------------- | --------------- |
| 1  | Medium            |                 | 27 agosto 1999    |                 |
| 2  | Drive             |                 | 3 settembre 1999  |                 |
| 3  | Siren             |                 | 10 settembre 1999 |                 |
| 4  | Nightmare         |                 | 17 settembre 1999 |                 |
| 5  | Listen            |                 | 24 settembre 1999 |                 |
| 6  | Mutiny            |                 | 1º ottobre 1999   |                 |
| 7  | Boo               |                 | 8 ottobre 1999    |                 |
| 8  | Werewolf          |                 | 22 ottobre 1999   |                 |
| 9  | Second Generation |                 | 22 ottobre 1999   |                 |
| 10 | Oopa              |                 | 5 novembre 1999   |                 |
| 11 | Banshee           |                 | 12 novembre 1999  |                 |
| 12 | Strange Geometry  |                 | 19 novembre 1999  |                 |
| 13 | Fountain          |                 | 10 dicembre 1999  |                 |
| 14 | Fall              |                 | 7 gennaio 2000    |                 |
| 15 | Destiny           |                 | 21 gennaio 2000   |                 |
| 16 | Blues             |                 | 11 febbraio 2000  |                 |
| 17 | Avatar            |                 | 25 febbraio 2000  |                 |
| 18 | James Garr        |                 | 18 marzo 2000     |                 |
| 19 | Troll             |                 | 1º aprile 2000    |                 |
| 20 | Fathom            |                 | 22 aprile 2000    |                 |
| 21 | Roswell           |                 | 6 maggio 2000     |                 |
| 22 | Vampire           |                 | 20 maggio 2000    |                 |
| 23 | Shelter           |                 | 3 giugno 2000     |                 |
| 24 | Encore            |                 | 24 giugno 2000    |                 |
| 25 | Transplant        |                 | 19 agosto 2000    |                 |
| 26 | Twin              |                 | 19 agosto 2000    |                 |